# Biblioteka Księżnej Anny Amalii

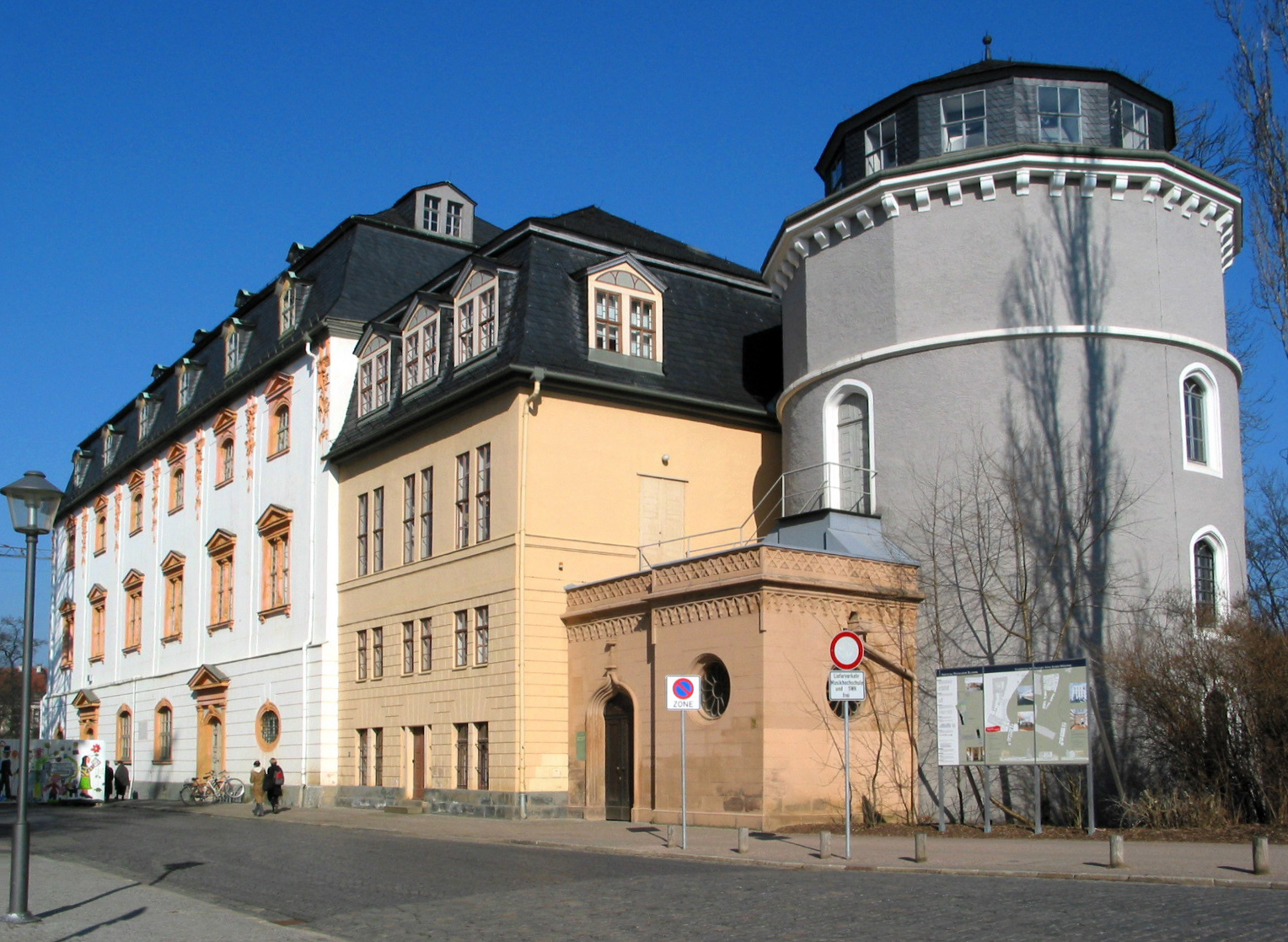
Herzogin-Anna-Amalia-Bibliothek

Biblioteka Księżnej Anny Amalii (niem. Herzogin-Anna-Amalia-Bibliothek, skrót HAAB) została założona w 1691 roku jako „biblioteka książęca” przez księcia Wilhelma Ernesta w Weimarze. Z okazji jubileuszu 300-lecia, w 1991 roku otrzymała nazwę Herzogin Anna Amalia Bibliothek, na pamiątkę księżnej Anny Amalii, która była jej największym mecenasem.
Słynna jest owalna sala w stylu rokoko, wysoka na trzy piętra. Biblioteka Księżnej Anny Amalii jest biblioteką naukową zawierającą zbiory literatury i dokumenty historyczne, ze szczególnym naciskiem na literaturę od oświecenia do późnego romantyzmu.

## Historia

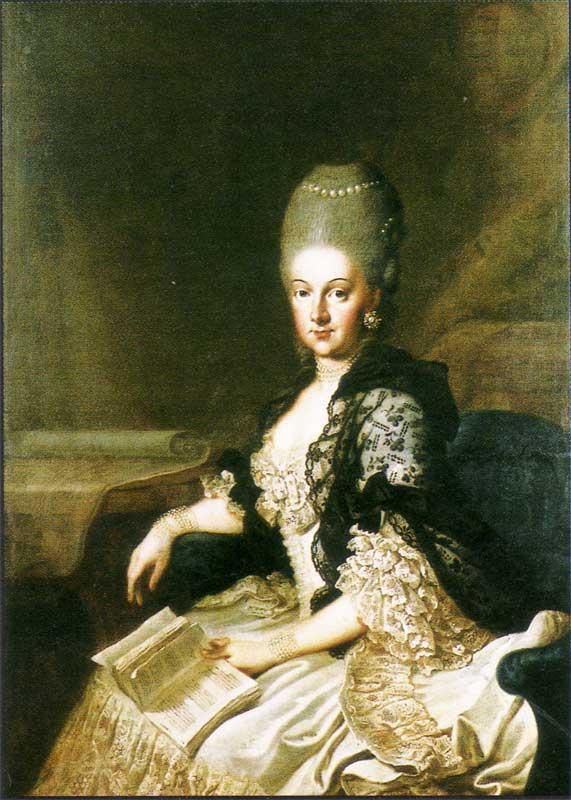
Anna Amalia, księżna Saksonii-Weimaru-Eisenach (Obraz Johann Ernst Heinsius, 1773)

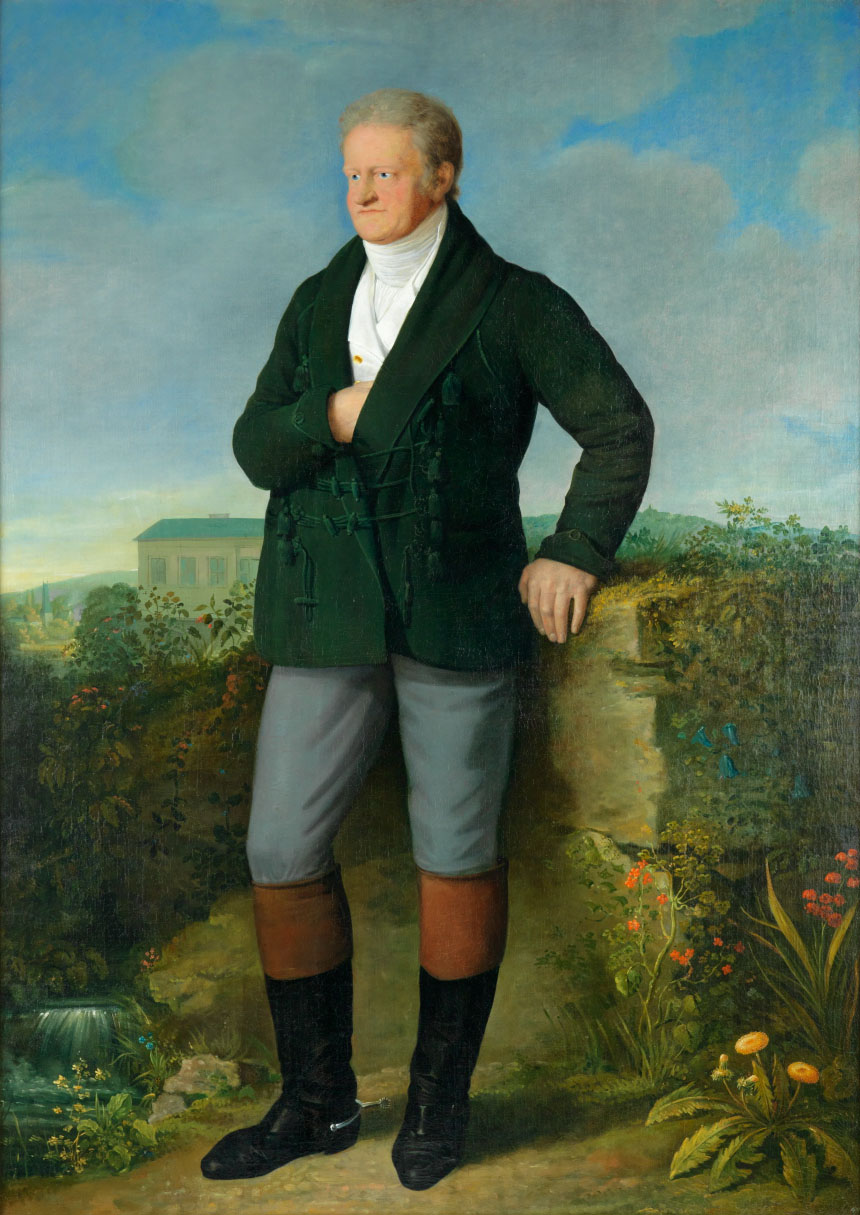
Karol August I,wielki książę Saksonii-Weimaru-Eisenach, (Obraz Ferdinand Jagemann, 1805)

Biblioteka została założona w 1691 roku przez księcia Wilhelma Ernesta, który przekazał do niej 1400 książek ze swoich zbiorów. W ciągu kolejnych 30 lat jej zbiory powiększyły się do 11000 egzemplarzy. Pierwszym dyrektorem biblioteki został w 1706 roku profesor uniwersytetu w Wittenberdze Konrad Samuel Schurzfleisch. Do 1766 roku biblioteka była w rezydencji książęcej. Następnie księżna Anna Amalia przeniosła ją do Grüne Schloss.
Wielki książę Karol August I zlecił jej dalszą rozbudowę. W latach 1821–1825 wybudowano wieżę obok zamku.
Wielki książę Karol August I zlecił w 1797 roku Johannowi Wolfgangowi von Goethe i jego koledze Christianowi Gottlob Voigt nadzór nad biblioteką. Goethe kierował nią jako bibliotekarz, aż do swojej śmierci w 1832 roku, czyli przez 35 lat. Podczas jego rządów stała się jedną z najznakomitszych bibliotek Niemiec. Jest ona również do dzisiaj jednym z najważniejszych archiwów epoki. Podczas urzędowania Goethego jej zbiory liczyły 80 000 tomów.
Od 1998 roku biblioteka stanowi część zespołu klasyczny Weimar wpisanego na listę światowego dziedzictwa UNESCO.
W 2003 roku założono w Weimarze towarzystwo wspierające bibliotekę Gesellschaft Anna Amalia Bibliothek (GAAB).

## Rozbudowa biblioteki od 2002 roku

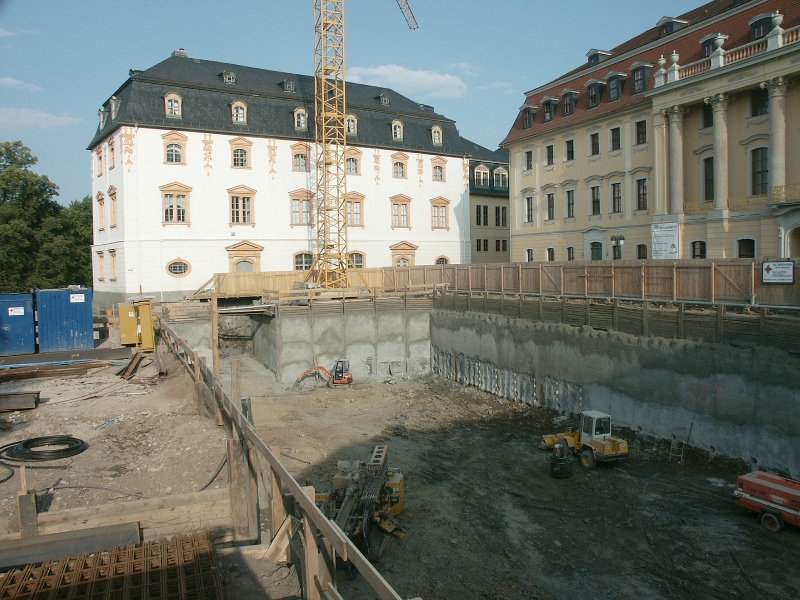
Budowa podziemnego magazynu w Bibliotece Księżnej Anny Amalii, czerwiec 2002

W maju 2002 roku rozpoczęła się budowa centrum bibliotecznego dla Weimaru z podziemnymi magazynami dla 1 400 000 książek. Projekt wart 23 miliony euro ukończony został w lutym 2005 roku. Od początku sierpnia 2004 roku było można rozpocząć przenoszenie pierwszych książek. Podczas przeprowadzki 2 września 2004 roku doszło do pożaru.

## Pożar

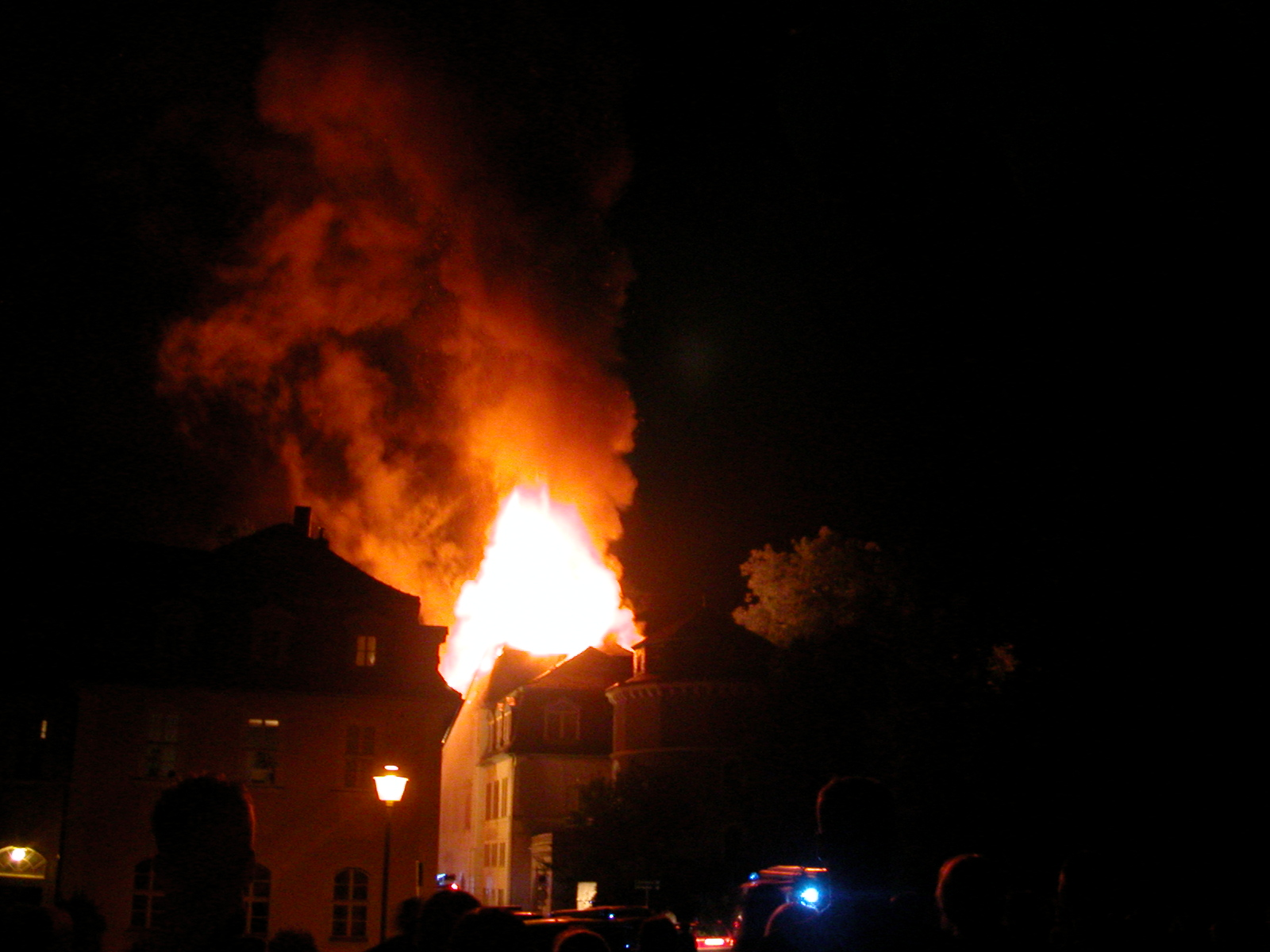
Pożar Biblioteki Księżnej Anny Amalii 2 września 2004

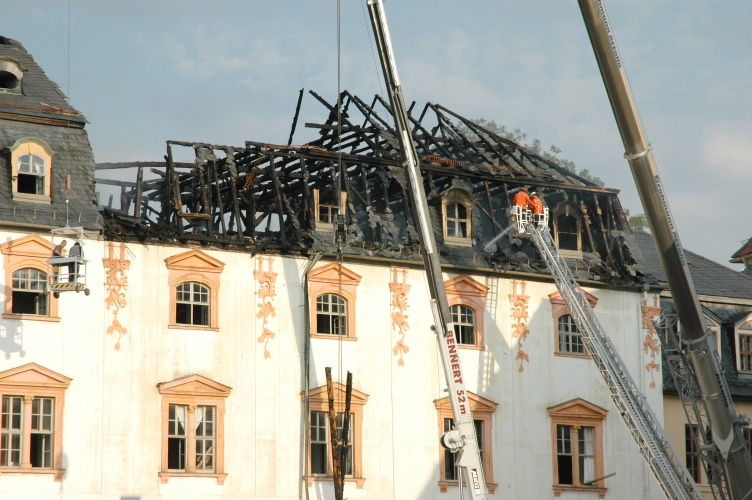
Szkody po pożarze Biblioteki Księżnej Anny Amalii

Wieczorem 2 września 2004 wybuchł pożar na poddaszu w budynku głównym, który został zatrzymany przez straż na drugiej kondygnacji sali rokokowej. Przyczyna pożaru nie została jednoznacznie wyjaśniona. Z wypowiedzi prokuratury w Erfurcie wynika, że prawdopodobną przyczyną pożaru była usterka techniczna (zwarcie instalacji elektrycznej).
Podczas pożaru zostało uratowanych około 28 000 książek, m.in. Biblia Lutra z 1524 roku. 50 000 zaksięgowano jako zupełnie utracone, m.in. 1000 książek i 35 obrazów z 16 do 18 stulecia. 62000 tomów z powodu pożaru i wody do gaszenia zostało poważnie uszkodzonych. Szkody materialne oszacowano na 67 milionów euro. Już podczas pożaru część książek trafiła do liofilizacji w centrum konserwacji w Lipsku. Książki zostały posortowane według poniesionych uszkodzeń i do 2015 roku powinny zostać odrestaurowane.
Odbudowa budynku została ukończona w lecie 2007 roku. 24 października 2007 roku, w 268 rocznicę urodzin księżnej Anny Amalii i w Dzień Biblioteki (Tag der Bibliotheken), została ponownie otwarta przez prezydenta Republiki Federalnej Niemiec Horsta Köhlera.
Koszty renowacji budynku wyniosły 12,8 miliona euro.

## Zbiory biblioteki

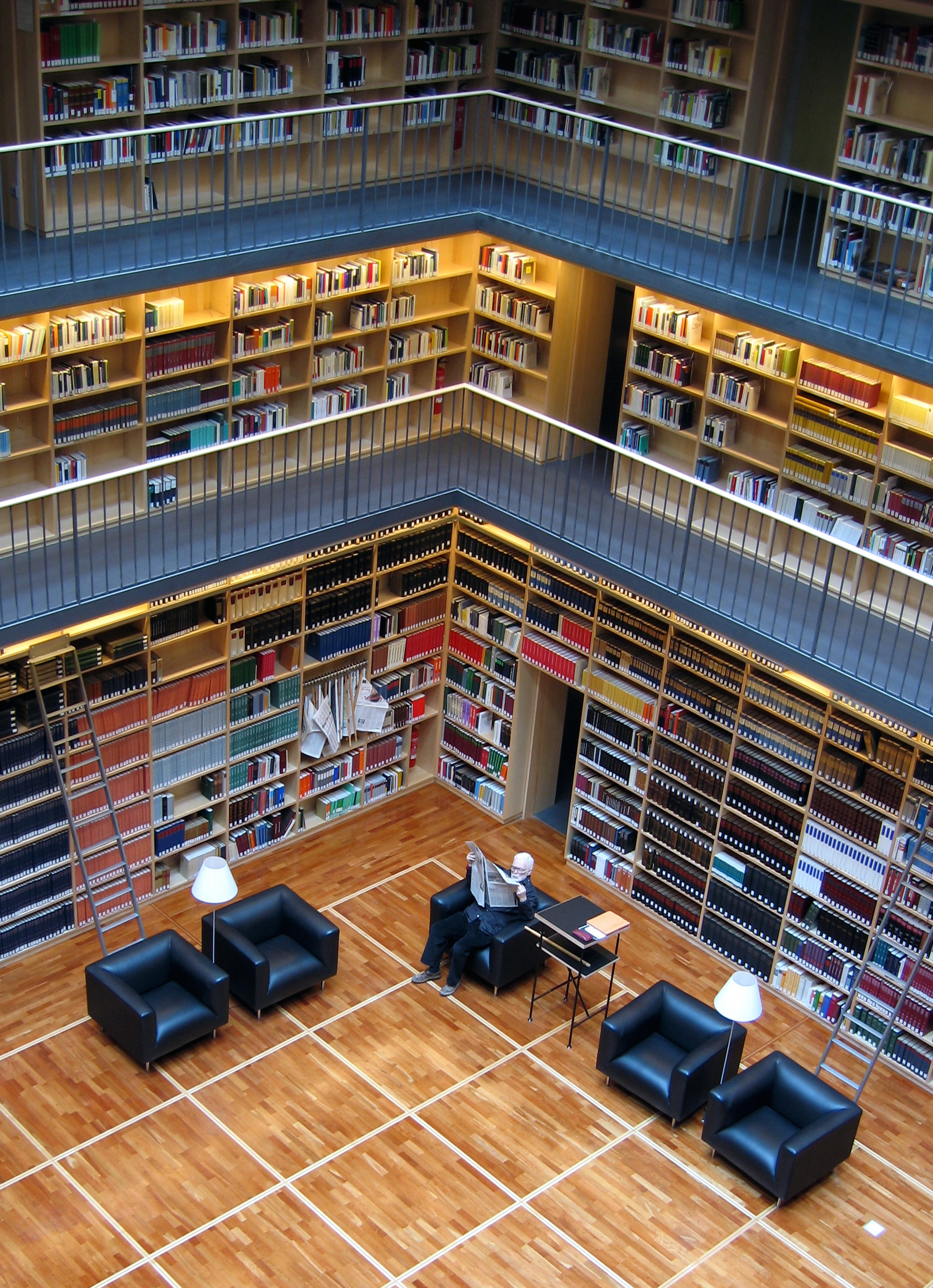
Czytelnia

Biblioteka posiada ponad 1 mln książek - główny nacisk położono na niemiecką kulturę i historię literatury w okresie od 1750 do 1850 roku. Do najcenniejszych należy około 2000 rękopisów ze średniowiecza m.in. Ewangeliarz Karolingów z IX-wieku, który jest najstarszy w zbiorach i 427 inkunabułów. Wśród obszernych zbiorów znajdują się broszury jak i książki z okresu reformacji. Najcenniejsza z nich to Biblia przetłumaczona przez Marcina Lutra z 1534 roku.
Ponadto jest tam 10 000 map i 27 globusów jak również tzw. Faust-Sammlung oraz biblioteki rodziny von Arnim, Liszta, Nietzschego, Niemieckiego Towarzystwa Shakespeare’a.